# Association Sportive d'Arta
L'Association Sportive d'Arta (actualment conegut com a Arta/Solar7 per patrocini) és un club de futbol de Djibouti de la ciutat d'Arta.
Va ser fundat el 1980. Evolució del nom:
- 1980-2006 : AS Chemin de Fer Djibouto-Ethiopien[3]
- 2007-2014 : AS CDE-Compagnie Colas (Compagnie Djibouti-Ethiopie)
- 2015-2016 : AS CDE/Arta
- 2016-2017 : AS Arta/SIHD (Société Internationale des Hydrocarbures de Djibouti)[4]
- 2018 : AS Arta/Solar7

El club ha lluït diversos uniformes amb els pas dels anys, la temporada 1918-19 fou blau i blanc.

## Palmarès
- Lliga djiboutiana de futbol:[12]
  - 1988, 2000, 2005, 2007, 2021, 2022, 2024
- Copa djiboutiana de futbol:[13]
  - 1992, 2001, 2004, 2008, 2019, 2020, 2021, 2022, 2023